# Carolana

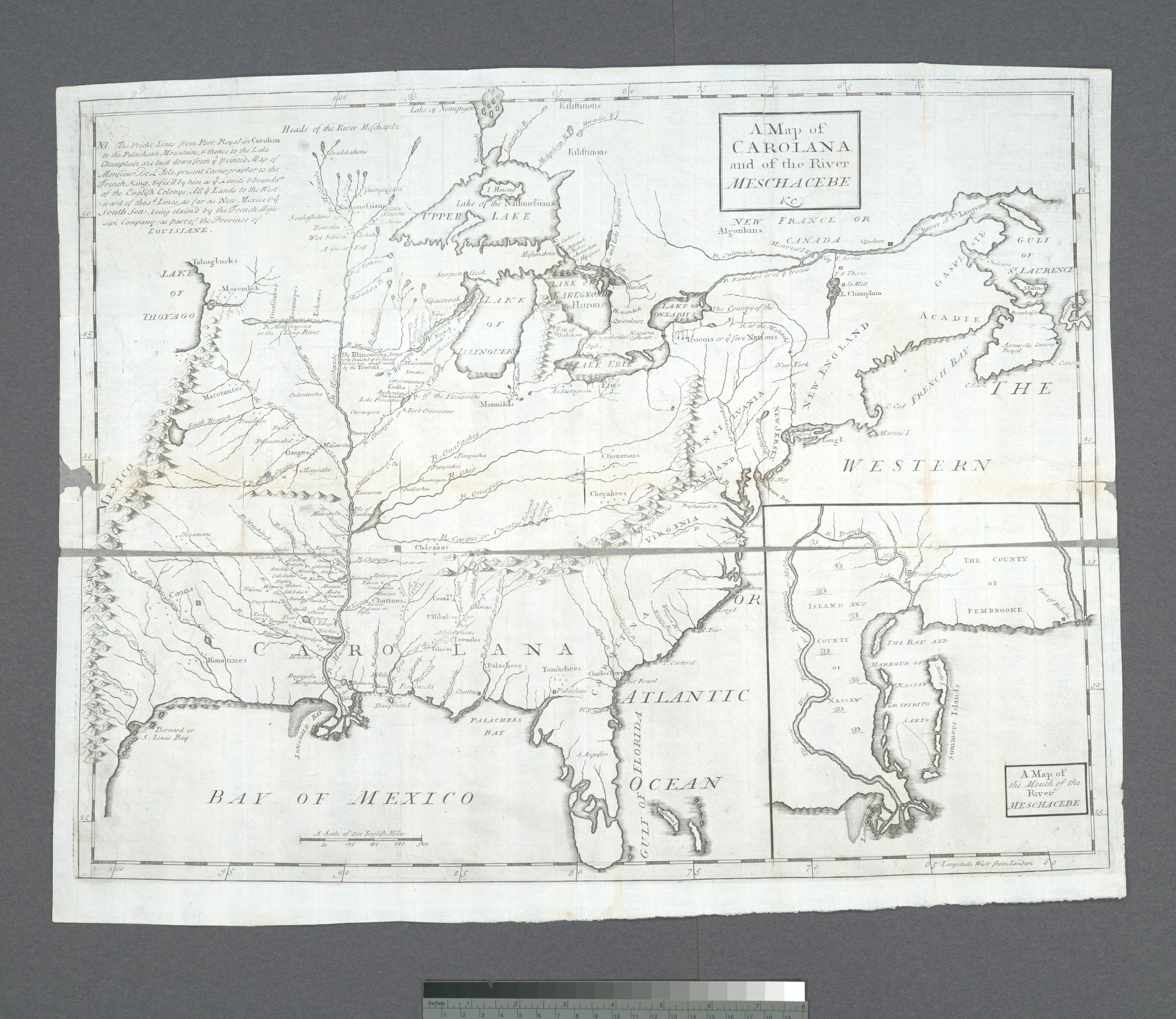
Mappa della Carolana

Carolana era il territorio che costituiva le colonie meridionali inglesi, estendendosi dalla latitudine 31° alla 36ª nord. Nel 1629, il re Carlo I d'Inghilterra concesse il territorio al suo procuratore generale, Sir Robert Heath. La carta originale reclamava il territorio dall'Albemarle Sound nell'attuale Carolina del Nord, fino al fiume St. Johns a sud, poco distante dalla linea di confine attuale tra la Florida e la Georgia.  Nella sua interezza, la regione comprendeva tutto o parte degli attuali stati di Louisiana, Mississippi, Alabama, Florida, Georgia, South Carolina e North Carolina. Carlo I nominò la colonia in suo onore, con il nome di Carolana derivato da Carolus, la forma latina di Carlo.